# Черноголовин, Василий Петрович
Василий Петрович Черноголовин (1 [14] января 1903, с. Солдатское, Тарский уезд, Тобольская губерния — 3 февраля 1979, Алма-Ата) — советский ученый-агроном, селекционер, академик Сельскохозяйственной академии наук КазССР, доктор сельскохозяйственных наук, профессор Казахского сельскохозяйственного института, заслуженный деятель науки Казахской ССР, создатель научных основ селекции и агротехники возделывания сои в условиях Дальнего Востока, Сибири и Казахстана.

## Биография
Родился 1 (14) января 1903 года в селе Солдатском Тарского уезда Тобольской губернии в крестьянской семье. Отец — Петр Михайлович Черноголовин. Мать — Варвара Ивановна Черноголовина (в девичестве — Серюкова)..
С 1923 г. по 1925 г. принимает активное участие в организации и деятельности кредитных товариществ и сельхозартелей Тарского округаОмской губернии (с 1925 г. — Сибирского края) .. В октябре 1925 г. был призван в Красную Армию. После демобилизации из армии в 1927 г. оканчивает Омскую партшколу. В 1928 году учится в Омском агротехникуме, после окончания которого и в 1929 году поступает в Омский сельскохозяйственный институт и оканчивает его в 1932 году.
С 1932 года ученый ведет экспериментальные изыскания, связанные с продвижением земледелия на север, выступая пионером в этой области. По рекомендации Н. И. Вавилова в 1937 году В. П. Черноголовина включают в состав комиссии Крайнего СевераСибири, он принимает участие в организации селекционной и агротехнической работы в сфере северного земледелия, обобщает свой опыт в ряде публикаций. В 1938 году В. П. Черноголовин защищает кандидатскую диссертацию в Совете Омского сельскохозяйственного института на тему: «Культура пшеницы в районах Тарского округа».
В 1940 году Президиумом ВАСХНИЛ В. П. Черноголовин командируется в Казахстан на должность заместителя председателя республиканского филиала академии по научной части. В 1941—1942 гг. в условиях потери традиционных сахаропроизводящих регионов Советского Союза выполняет государственную задачу значительного увеличения производства сахарной свеклы в Казахстане. В 1943 году В. П. Черноголовин назначается директором Дальневосточного института земледелия и животноводства, руководит работой по созданию высокопродуктивных пород скота, урожайных и устойчивых сортов зерновых, картофеля, овощей и фруктов, приспособленных к условиям Дальнего Востока. В 1949—1954 гг. работает в ОмСХИ на должности зав. кафедрой растениеводства. В 1954 году В. П. Черноголовин защищает докторскую диссертацию на тему: «Возделывание сои на Дальнем Востоке и перспективы её внедрения в Западной Сибири». В 1954—1956 гг. находится в научной командировке в Китайской Народной Республике (г. Пекин). С 1956 года работает на кафедре растениеводства Казахского сельскохозяйственного института (профессор, зав. кафедрой). В 1957 году избирается академиком, членом президиума Академии сельскохозяйственных наук Казахской ССР..
Одной из приоритетных сфер деятельности В. П. Черноголовина как ученого и общественного деятеля становится работа по сохранению окружающей среды. В качестве депутата областного совета, руководителя комиссии по сельскому хозяйству он добивается перевода уникальных горных лесов Алма-атинской области из группы промышленного значения в водоохранную.. Занимается вопросами повышения эффективности казахстанского целинного земледелия. Под его руководством осуществляется выведение ряда высокопродуктивных сортов сои. В трудах В. П. Черноголовина закладываются научные основы селекции и агротехники возделывания сои в условиях Дальнего Востока, Сибири и Казахстана.
Скончался 3 февраля 1979 года. Похоронен на Центральном кладбище Алма-Аты.

## Награды
- Орден Октябрьской революции (1973)